# 硝酸铕

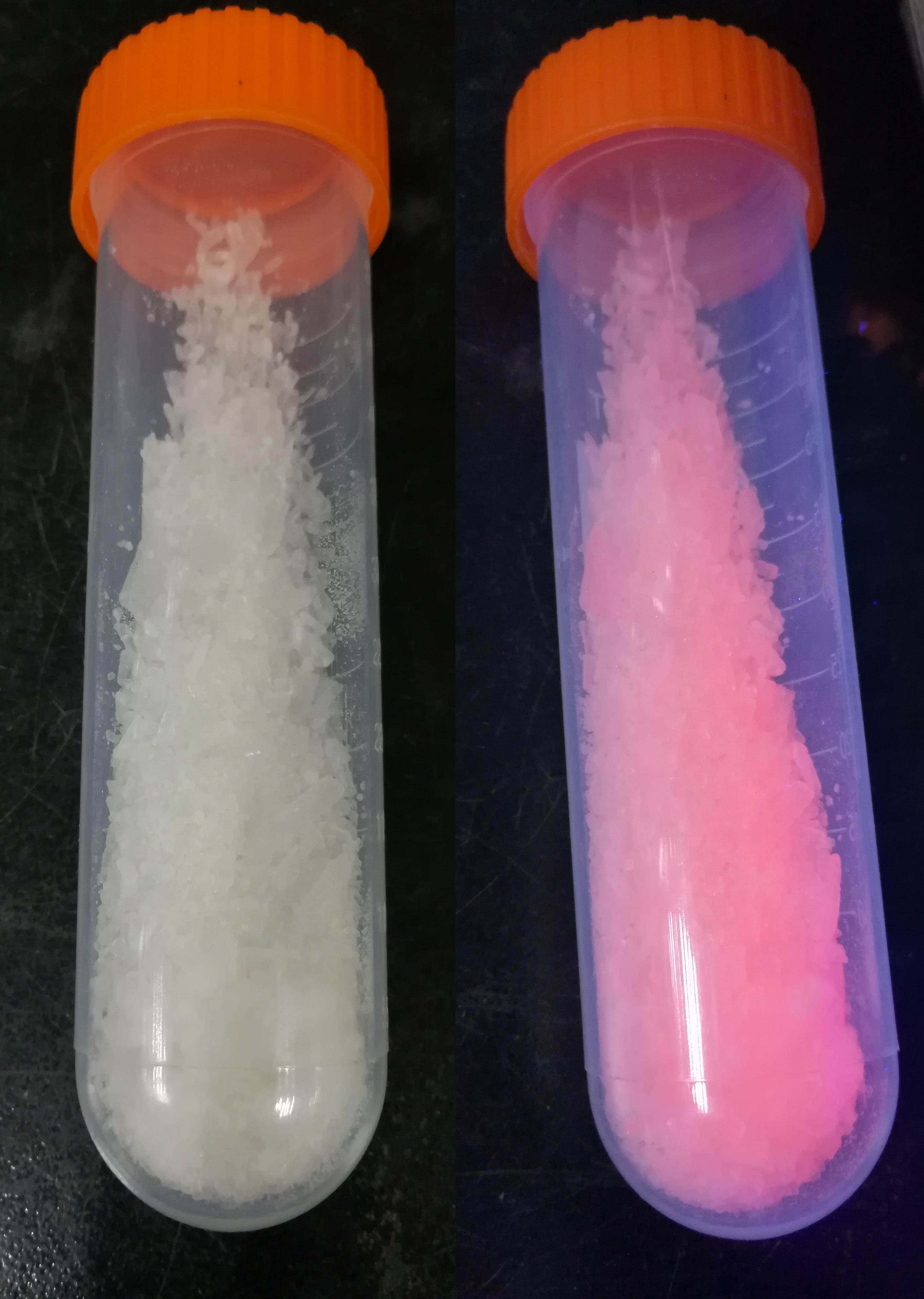
左：日光灯下的硝酸铕(III)晶体。右：紫外灯下的硝酸铕(III)晶体。

硝酸铕是一种无机化合物，化学式为Eu(NO3)3。

## 制备
硝酸铕可以将氧化铕、氢氧化铕或碳酸铕溶于硝酸得到：
Eu2O3 + 6 HNO3 → 2 Eu(NO3)3 + 3 H2O
Eu(OH)3 + 3 HNO3 → Eu(NO3)3 + 3 H2O
所得溶液经过小心蒸发可以得到水合硝酸铕，其中六水合物最常见。

## 化学性质
水合硝酸铕受热分解，产生EuONO3，继续加热得到氧化铕。